# Seznam trenerjev Ottawa Hockey Club

## Pred-NHL obdobje
V tem zgodnjem obdobju je bil kapetan kluba tudi trener. Klub ni najel nobenega drugega posameznika.

### Kapetani
- Frank Jenkins 1883–1886, 1889–1890[1]
- Thomas D. Green, 1886–1887[2]
- P. D. Ross, 1890–91[3]
- Herbert Russell 1891–1893[4][5]
- Weldy Young, 1893-1895
- Chauncy Kirby, 1895–96[6]
- Fred Chittick, 1896–97[7]
- Harvey Pulford, 1897–98[8]
- Chauncy Kirby, 1898–99[9]
- Hod Stuart, 1899–1900[10]
- Harvey Pulford, 1900–1901
- William Duval, 1902[11]

### Trenerji
- Alf Smith (1901, 1903–1906) (igralec-trener 1904-1906)
- Pete Green (1902, 1908–1913)
- Alf Smith (1913–1917)

## NHL obdobje
To je seznam glavnih trenerjev NHL moštva Ottawa Hockey Club. 
1. Alf Smith (1917–1919)
2. Pete Green (1919–1925)
3. Alex Currie (1925–1926)
4. Dave Gill (1926–1929)
5. Newsy Lalonde (1929–1930)
6. Newsy Lalonde in Dave Gill (1930–31)
7. Cy Denneny (1932–1933)
8. George Boucher (1933–1934)